# سید مجتبی نواب صفوی
سید مجتبی میرلوحی (۱۷ مهر ۱۳۰۳ – ۲۷ دی ۱۳۳۴) معروف به نواب‌صفوی، روحانی و مبارز سیاسی ایرانی بود. او بنیان‌گذار و رهبر تشکیلات بنیادگرای فدائیان اسلام بود و از پیشتازان مبارزات مسلحانه اسلامی به‌شمار می‌رفت. او در ترور عبدالحسین هژیر، حاجعلی رزم آرا، حسین علاء و احمد کسروی نقش داشت. نواب صفوی در سال ۱۳۲۹ کتابی به‌نام راهنمای حقایق را به چاپ رساند که در آن یک «حکومت اسلامی» ترسیم شده بود. این کتاب به اعتقاد حمید علوی در بی‌بی‌سی فارسی، سلف نظریهٔ جمهوری اسلامی بود. وی از افرادی بود که بر روی افکار سید علی خامنه‌ای، دومین رهبر جمهوری اسلامی، و اکبر هاشمی رفسنجانی، از چهره‌های اصلی انقلاب ۱۳۵۷، تأثیر گذاشته بود. برخی تحلیل‌گران اقدامات وی را تروریستی می‌دانند.

## سال‌های اولیه زندگی
مجتبی میرلوحی معروف به مجتبی نواب‌صفوی در ۱۷ مهر سال ۱۳۰۳ شمسی در محله خانی‌آباد تهران و در خانواده‌ای روحانی اهل اصفهان دیده به جهان گشود. پدرش جواد میرلوحی به دنبال صدور قانون «لباسهای متحدالشکل» در سال ۱۳۱۴ لباس روحانیت از تن بیرون کرد و به عنوان وکیل دعاوی دادگستری مشغول به خدمت شد، اما پس از چندی در پی یک مشاجره سخت، سیلی محکمی به صورت علی‌اکبر داور وزیر عدلیه وقت زد که نتیجه آن گذران محکومیت سه ساله در زندان بود. او چندی پس از گذراندن دوره محکومیت و آزادی از زندان درگذشت. طی این سه سال محمود نواب میرلوحی، از بستگان نزدیک مجتبی، عهده‌دار سرپرستی وی بود.
مجتبی در ۷ سالگی وارد دبستان حکیم نظامی شد و سپس در مدرسه صنعتی آلمانی‌ها به تحصیل ادامه داد و در سال ۱۳۱۹ در همان مدرسه تظاهراتی بر ضد کشف حجاب به راه انداخت. او همزمان در یکی از مساجد خانی‌آباد به فراگیری دروس دینی نیز مشغول شد و پس از خروج رضاخان از کشور به فعالیتهای سیاسی روی آورد. سخنرانی وی علیه دولت قوام‌السلطنه در ۱۷ آذر ۱۳۲۱ در حالی که ۱۸ سال بیش نداشت نخستین مبارزه وی علیه حکومت پهلوی محسوب می‌شد.در پی این سخنرانی و تهییج دانش‌آموزان دیگر مدارس و همراهی عده‌ای از مردم ناراضی، تظاهراتی در مقابل مجلس شورای ملی علیه قوام برگزار شد که با مداخله و تیراندازی پلیس، دو نفر کشته شدند.
در ۱۳۲۲ مجتبی به استخدام شرکت نفت درآمد و پس از مدت کوتاهی به آبادان منتقل شد. مدتی بعد برخورد شدیدی از سوی یکی از متخصصین انگلیسی شرکت نفت با یکی از کارگران صورت گرفت که به دنبال آن، نواب کارگران را به اعتراض و اجرای قصاص دعوت کرد. با دخالت پلیس و نیروهای نظامی، اعتراضات سرکوب شد. نواب نیز فرار کرده و شبانه به وسیله قایق از آبادان به سوی بصره و سپس نجف روانه شد. او برای امرار معاش به ساخت و فروش عطر روی آورد. مجتبی در مدرسه «قوام» نجف اقامت گزید و از همان روزهای نخست، دوستی و رابطه نزدیکی با علامه امینی ـ که در یکی از حجره‌های فوقانی مدرسه، کتابخانه‌ای تأسیس کرده و در حال تألیف اثر مشهور خود الغدیر بود، برقرار کرد. وی فقه و اصول و تفسیر را از استادانی چون عبدالحسین امینی، حسین قمی و آقا شیخ محمد تهرانی آموخت.

اعلامیه فداییان اسلام، دستنوشته‌ای نواب صفوی

## تشکیل جمعیت مبارزه با بی‌دینی و فدائیان اسلام
نواب‌صفوی برای مقابله با بی‌دینی و به‌خصوص نقدهای کسروی جمعیت مبارزه با بی‌دینی را که تشکلی سیاسی-مذهبی است که در سال ۱۳۲۳ و همراه با مهدی سراج انصاری، قاسم اسلامی و مهدی شریعتمداری تشکیل می‌دهد سید مجتبی نواب‌صفوی از اعضای این جمعیت و رهبران آن بود. این جمعیت هسته اولیه فدائیان اسلام را تشکیل می‌شود.
نواب در اردیبهشت ۱۳۳۲ اقدام به ترور کسروی می‌کند که موفقیت‌آمیز نبوده و با دستگیری او حبسی دوماهه را تحمل می‌کند وی پس از آزادی از زندان طی اعلامیه‌ای جمعیت فدائیان اسلام را با استفاده از اعضای جمعیت هواداران تشیع و جمعیت مبارزه با بی‌دینی و بر اساس خط مشی مسلحانهتشکیل می‌دهد. وی در این اعلامیه برادری، استقامت و اتحاد را خط کلی جنبش فدائیان اسلام؛ رسیدن به حاکمیت اسلام و قرآن را هدف اصلی جنبش؛ و شهادت و انتقام و قصاص را روش اصلی مبارزه معرفی کرد.

## حکم ارتداد و ترور کسروی

اجساد احمد کسروی و منشی‌اش که فدائیان اسلام در داخل کاخ دادگستری به قتل رساندند.

در این دوران احمد کسروی کتاب شیعی‌گری را نوشت و جمعیت با هماد آزادگان را تأسیس کرد. کتب ادعیه شیعه و کتب شیخ سهروردی را در دی ماه هر سال تحت عنوان «جشن کتاب‌سوزان» آتش زد و این عمل خود را «پاک‌دینی» نام نهاد. کتاب شیعی‌گری کسروی به حوزه علمیه نجف رسید. نواب آن را به روحانیان نجف داد. از میان روحانیان محمد حسین کاشف الغطاء، آقا حسین قمی،و سید ابوالحسن اصفهانی حامی نواب‌صفوی بودند. در عین حال مجلس شورای ملی هم در نامه‌ای به نخست‌وزیر خواستار توقیف فعالیت‌های کسروی شد؛ اما کسروی به فعالیت خود ادامه داد.
عبدالحسین امینی درخواست نواب را برای صدور حکم ارتداد رد کرده و از او می‌خواهد که تنها به درسش برسد. دوستان نواب و طلاب او را عازم ایران کردند تا کسروی را از انتقادات مذهبی بازدارد. وی پس از چند جلسه بحث و گفتگو با کسروی، وی را فردی بی‌دین دانست. در نتیجه به کمک سراج انصاری، قاسم اسلامی، مهدی شریعتمداری و برخی دیگر از نویسندگان تهران «جمعیت مبارزه با بی‌دینی» را تشکیل داد. اما این جمعیت علی‌رغم تماس‌ها و مذاکرات متعدد نتوانست کسروی را از فعالیت بازدارد.
با وجود این نواب‌صفوی پس از آنکه در آخرین دیدار خود با کسروی، توسط او و گروه مسلح همراهش تهدید شد، مصمم گردید وی را از میان بردارد. او پس از تهیه پول از اسدالله مدنی و محمدحسن طالقانی٬ کسروی را در ۲۹ فروردین ۱۳۲۴ در میدان حشمت الدوله تهران ترور کرد، اما کسروی زنده ماند و نواب را دستگیر و زندانی کردند.
وی چندی بعد به درخواست روحانیان ایران و نجف پس از دو ماه، با قید کفالت آزاد گردید. کسروی قرآن سوزی خود را انکار کرد و مبلغ ۵۰ هزار ریال برای کسی که این موضوع را ثابت کند، جایزه تعیین کرد.
نواب‌صفوی سپس به گروه خود یعنی فدائیان اسلام دستور ترور احمد کسروی، نویسنده و محقق ایرانی در ۲۰ اسفند ۱۳۲۴ در ساختمان دادگستری تهران می‌دهد: سید حسن امامی مخفیانه به محافل کسروی راه یافت و در آنجا او شاهد بود که کسروی به فعالیت‌های ضد شیعی خود ادامه می‌دهد. نواب طوماری تنظیم کرد و خواستار محاکمه کسروی به جرم توهین به مقدسات اسلامی شد. از آنجا که به رأی مثبت دادگاه به نفع‌شان امیدی نداشتند، تصمیم به کشتن او گرفتند. در ۲۰ اسفند ۱۳۲۴ سید علی‌محمد امامی و سید حسین امامی به همراه نه نفر دیگر از فداییان اسلام کسروی را در کاخ دادگستری به همراه منشی‌اش حدادپور به طرز فجیعی به قتل رساندند.

## دیدار با شاه
نواب‌صفوی در سال‌های ۱۳۲۶ در خواست دیدار با شاه را می‌کند که ابتدا مورد قبول واقع نمی‌شود اما پس از انتشار بیانیه «شاه ایران را در میان حصارهای پولادین دربار زندانی کرده‌اند» و به وساطت سید حسن امامی امام جمعه تهران این دیدار صورت می‌گیرد. وی در این دیدار از شاه درخواست عفو هاشمی رئیس بانک مرکزی دولت پیشه‌وری و تبدیل حکم اعدام وی به زندان را می‌کند که با موافقت شاه مواجه می‌گردد. نواب در این دیدار با پدر زن آینده خود یعنی نواب احتشام رضوی که از محرکین اصلی واقعه مسجد گوهرشاد آشنا می‌شود.

## دیگر اعتراضات
به دنبال اعلام تشکیل دولت اسرائیل توسط سازمان ملل متحد در ۱۳۲۷، به دعوت کاشانی در روز جمعه ۳۱ اردیبهشت ۱۳۲۷ اجتماع اعتراض‌آمیز بزرگی در مسجد شاه تهران برگزار شد که در آن کاشانی و نواب‌صفوی شرکت داشتند. فدائیان اسلام نیز با ثبت‌نام از نیروهای داوطلب، پنج هزار نفر را برای اعزام به فلسطین و نبرد با اشغالگران بسیج کردند که دولت وقت مانع از اعزام آنان گردید.
نواب‌صفوی در ۲۷ خرداد ۱۳۲۷ بانی تظاهرات عظیمی علیه دولت عبدالحسین هژیر بود. این تظاهرات به فاصله ۴ روز پس از به قدرت رسیدن هژیر به وقوع پیوست. تظاهرکنندگان نمایندگانی را که به هژیر رأی داده بودند، مذمت کردند و خواستار عزل او شدند.
در کشاکش تولد جبهه ملی و التهابات سیاسی پاییز سال ۱۳۲۸، انگشت اتهام تقلب در انتخابات به سوی یک نفر دراز شده بود: عبدالحسین هژیر وزیر دربار وقت که متهم بود که در تلاش است با تقلب در انتخابات، مجلس را پر کند از وکلایی که هوادار انگلیس هستند. تا قرارداد تازه با شرکت نفت، به تصویب مجلس برسد و کار نفت یکسره شود.
در ۱۳ آبان ۱۳۲۸، عبدالحسین هژیر توسط حسین امامی از فدائیان اسلام به قتل رسید. ترور هژیر، شرایط را بیش از پیش تغییر داد و دولت را در برگزاری انتخابات مجلس شانزدهم در تهران به عقب‌نشینی واداشت. محمد ساعد، نخست‌وزیر وقت، دستور توقف انتخابات را در تهران صادر کرد و نتایج به دست آمده را باطل کرد.
در تیر ۱۳۲۹ سپهبد علی رزم‌آرا به نخست‌وزیری رسید که یکی از مهم‌ترین برنامه‌های او به تصویب رساندن لایحه گس ـ گلشائیان بود. این لایحه از طرف کمیسیون نفت مجلس شورای ملی رد شد و کاشانی نیز طی بیانیه‌ای بر ضرورت ملی شدن صنعت نفت تأکید کرد، اما رزم‌آرا و اکثریت نمایندگان مجلس همچنان در برابر تصویب ملی شدن صنعت نفت مقاومت می‌کردند. در چنین بن‌بست سیاسی، به دستور نواب‌صفوی، خلیل طهماسبی از اعضای فدائیان اسلام، رزم‌آرا را در روز ۱۶ اسفند ترور کردند و متعاقب آن، اکثریت مجلس که به شدت مرعوب شده بودند چاره‌ای جز عقب‌نشینی از خواسته خود نیافتند. از این رو مجلس شورای ملی، پس از ماه‌ها کشمکش سرانجام لایحه ملی شدن صنعت نفت را در کمتر از دو هفته بعد از قتل رزم‌آرا، تصویب نمود. البته در مورد جای تردید و شک بسیاری وجود دارد و در همان زمان نیز در روزنامه شاهد در مورد اینکه قاتل از فداییان اسلام است یا نه، بحث‌های زیادی گردید برخی قتل تیمسار رزم‌آراء را به دستور شاه و به دست یک گروهبان ارتش که محافظ او بود، می‌دانند و علت آن را جلوگیری از کودتای رزم‌آرا بیان می‌دارند.

## دوران مصدق
آشنایی نواب با کاشانی باعث شد تا از اواسط سال ۱۳۲۴ شمسی علی‌رغم اینکه وی با ملی‌گراها میانه خوبی نداشت اما با کاشانی بر سر حمایت از آنان به توافق برسد. موضوعی که باعث شد فدائیان اسلام نقشی اساسی در راه یافتن کاشانی به مجلس، نخست‌وزیری مصدق و ملی شدن صنعت نفت ایفا کنند. آنان از ملی‌گرایان خواسته بودند در صورت رسیدن به قدرت اجرای احکام اسلامی را در دستور کار قرار دهند.
بعد از سال ۱۳۲۷ که اقلیت موجود در مجلس مانع تصویب قرارداد گس- گلشاییان شد، رژیم برای اینکه حتی اقلیت مخالفی نیز وارد مجلس نشود، توسط هژیر دست به تقلب در انتخابات زد و به بهانه ترور شاه و دست داشتن. کاشانی در این ترور، او را بازداشت و به لبنان تبعید کرد. اینچنین بود که فدائیان اسلام با این جمع‌بندی که هژیر مانع اجرای احکام اسلام شده است، او را ترور کردند. با نامزدی کاشانی و مصدق، گروه اقلیت را در مجلس شورای ملی احیا شد
فدائیان اسلام در ماجرای ملی شدن صنعت نفت هم فعال ظاهر شدند و با ترور حاجعلی رزم‌آرا نخست‌وزیر وقت که به شدت با ملی شدن صنعت نفت مخالفت کرده بود، راه ملی شدن نفت را گشودند. در روز ۱۶ اسفند ۱۳۲۹ زمانی که اتومبیل رزم‌آرا جلوی مسجد امام (شاه سابق) توقف کرده بود و نخست‌وزیر برای شرکت در مراسم ختم فیض قصد ورود به صحن مسجد را داشت، خلیل طهماسبی از اعضای فدائیان اسلام بی‌درنگ از پشتِ سر با شلیکِ سه گلوله او را از پای درآورد و خود نیز توسط مأموران دستگیر شد. کاشانی همان زمان در مصاحبه‌ای در رابطه با قتل رزم‌آرا گفت: «این عمل (ترور رزم‌آرا) به نفع ملت ایران بود و آن گلوله و ضربه عالی‌ترین و مفیدترین ضربه‌ای بود که به پیکر استعمار و دشمنان ملت ایران وارد آمد». کاشانی در گفتگویی دیگر نیز با اشاره به این موضوع خاطرنشان کرد: «... نخست‌وزیر مقتول در زمان حیات خود از منافع شرکت نفت جنوب و سیاست استعماری انگلستان به شدت حمایت می‌کرد.»
پس از ملی شدن صنعت نفت و نخست‌وزیری دکتر مصدق، به تدریج روابط میان فدائیان اسلام و کاشانی به سردی گرایید، زیرا فدائیان انتظار داشتند که از آن پس اقدامات عملی برای تحقق حکومت اسلامی صورت گیرد. نواب‌صفوی در این مقطع با چاپ و انتشار جزوه‌ای تحت عنوان «راهنمای حقایق» اهداف، اصول و شیوه‌های سیاسی و برنامه حکومت اسلامی مورد نظر خود را که در حقیقت منشور فدائیان اسلام بود عرضه کرد. در این کتاب به مواردی همچون جداسازی کامل زن و مرد در محل کار، اجرای کامل حدود اسلامی و محدود سازی کتاب و موسیقی و سینما مگر با هدف ترویح اسلام تأکید شده است. اما کاشانی مهم‌ترین هدف را در آن مقطع حفظ دستاوردهای ناشی از ملی شدن صنعت نفت و کوتاه کردن دست استعمار انگلیس می‌دانست.
وی در زمان دولت مصدق وی را به قتل تهدید می‌کند و پس از مدتی به مخالفت با دولت برمی‌خیزد که در این میان کاشانی نیز جانب مصدق را می‌گیرد. نواب در سال ۱۳۳۰ به دلیل پرونده قبلی در ساری به دو سال زندان قطعی محکوم شده بوددر پی ترور تیمسار حاجعلی رزم آرا، در اردیبهشت ۱۳۳۰، نواب در خیابان ژاله (شهدا) به اتهام مباشرت و معاونت در قتل رزم دستگیر می‌شود. و با قطعی شدن حکم مربوط به ورود به عنف او به دبیرستان دخترانه و تخریب آن مدرسه وی جهت اجرای حکم به زندان معرفی می‌شود.
در متن دادنامه دادستان ساری فرزاد نیا چنین آمده است:
| « | سید مجتبی نواب صفوی فرزند جواد، ۲۹ ساله دارای عیال بدون اولاد ساکن تهران خیابان امیریه کوچه اسلحه دار باشی منزل نواب صفوی به موجب دادنامه شماره ۲۴۳–۲۸/۷/۲۷، دادگاه جنحه ساری که به شرح گزارش مأموران کلانتری تهران مشارٌ‌الیه از دیدار آن استنکاف نموده به گناه ورود به عنف به دبیرستان ایران دخت به دو سال حبس تأدیبی و پنج هزار ریال غرامت نقدی… غیاباً محکوم گردیده…۲۵/۳/۳۰ | » |

در ۲۵ بهمن ۱۳۳۰ دکتر حسین فاطمی به دست محمدمهدی عبدخدایی از اعضای فدائیان ترور شد و باعث گردید که دکتر فاطمی تا زمان مرگش از عوارض این زخم رنج ببرد. پس از حوادث تیر ۱۳۳۱ و بروز اختلاف شدید میان جبهه ملی و کاشانی، فدائیان اسلام با وجود اختلافات قبلی از کاشانی حمایت کردند.
نواب‌صفوی در شهریور ۱۳۳۲ به دعوت سید قطب از رهبران اخوان المسلمین برای شرکت در «کنگره اسلامی قدس» عازم بیت‌المقدس شد. او در آن کنگره سخنان پرشوری ایراد نمود و مسلمانان را به وحدت برای آزادسازی سرزمین فلسطین فراخواند. وی در این سفر از عراق، سوریه و لبنان بازدید کرد و در شهر صور لبنان با شرف‌الدین عاملی ملاقات نمود.
نواب در ادامه سفر خاورمیانه‌ای خود پس از لبنان به دعوت اخوان‌المسلمین مصر رهسپار قاهره شد. این دوره مصادف با کودتای ژنرال محمد نجیب و برکناری ملک فاروق، پادشاه مصر بود. وی در دانشگاه الازهر سخنرانی کرد که با استقبال هزاران تن از حاضران مواجه گردید، و اندکی بعد «جمعیت اخوان‌المسلمین» به توسط دولت مصر غیرقانونی اعلام شد. نواب‌صفوی پس از اطلاع، در تلگرافی که از ایران به قاهره مخابره نمود، مراتب نگرانی خود و عموم مسلمانان را از اقدام دولت مصر اعلام کرد و خواستار تجدید نظر فوری آن دولت نسبت به اخوان‌المسلمین گردید. و در مسیر بازگشت به ایران در عراق طی مصاحبه‌ای کودتای ۲۸ مرداد را به شاه تبریک می‌گوید.
او پس از بازگشت در تهران بیانیه‌ای به این شرح صادر می‌کند که در روزنامه کیهان ۳ شهریور ۱۳۳۲ به نشر می‌رسد:
| « | هو العزیز - فرمان خدا بالاتر از هر فرمانی بوده اطاعتش واجب تر از اطاعت هر کسی است و هر کس عملاً با احکام خدا مخالفت کند اطاعت او حرام و مخالفتش واجب است. من به همین دلیل با دولت مصدق به شدت مخالف بوده و او در تمام حکومتش از ترس من و برادرانم در گوشه خانه متحصن بود و هر واسطه‌ای برای سازش با من می‌فرستاد چون حاضر نبود که تسلیم حکم خدا شود مأیوس می‌شد، بزرگ‌ترین جنایت مصدق تقویت عمال شوروی در ایران بود و تنها روح ایمان و علاقه خلل ناپذیر مردم این سرزمین و افسران و سربازان پاکزاد و مسلمان ما به ناموس و دیانت بود که به یاری خدا او و عمال رذل بیگانه را شکست داده و خواهد داد و به خدای محمد علیه و آله قسم که اگر دو روز دیگر حکومت مصدق باقی‌مانده و رجاله بازیهای بیگانه پرستان ادامه پیدا می‌کرد عقده‌های درونی مردم مسلمان ایران به هزاران برابر شدیدتر از آن طور که شد منفجر گردیده و رگهای بدن فرد فرد عمال کوچک و بزرگ شوروی رذل را به دست و دندان خشمناکشان بیرون کشیده بنیاد هستی یک یک آنها را بدون استثناء در شعله‌های سوزان غیرت خویش می‌سوزاندند تا یاس کرملین نشینان از تسلط بر کمترین خشت مملکت ما هزاران برابر یاس کنونی گردد و گویا چون اکثر این فریب خوردگان، بدبخت و نادان و قابل هدایت بودند. خدای رحیم رحمی کرد که شاید هدایت شوند و از راه پلید فروش دین و ناموس و وطن به بیگانه بازگردند و اگر حقوق خویشتن را هم می‌خواهند در سایه پیروی علی و از روی مبانی الهی اسلام بخواهند نه اینکه به خاطر وعده‌های پوچ و بی مغزی دین و ناموس و آزادی و وطن را فدای چکمه‌های ظالمانه رذل‌ترین بیگانه کنند، پس مملکت به خاطر اسلام و به نیروی ایمان حفظ گردیده و هر نفعی به هر که رسید در پناه اسلام رسید و اگر قانون اساسی صحیح است اصل دوم متمم قانون اساسی و سایر اصول آنهم صحیح است و شاه و نخست‌وزیر و وزرا عملاً باید دارای مذهب شیعه و مروج آن باشند و باید قوانینی که مخالف احکام مقدس خداست و به غلط از مغزهای پوسیده گمراهانی تجاوز کرده لغو و باطل گردیده و به عمر کثیف منکرات و مفاسد خاتمه داده شود و در مرحله اولی مسکرات خانمانسوز و لختی و بی قیدی شرم آور زنان و موسیقی شهوت‌انگیز فضیلت کش و رقاص خانه‌های جنایت بار و قوانین قضایی پوسیده اروپایی از میان برود و تعالیم عالی و احکام حیات بخش اسلام جایگزین آنها گردد و با اجرای برنامه عالی اقتصادی اسلام فقر و محرومیت اکثریت مردم مسلمان ایران و فواصل خطرناک طبقاتی پایان یابد تا شاه و هیئت حاکمه قانونی و رسمی و خوشبخت و سعادتمند باشند و بر ملتی خوشبخت و سعادتمند هم حکومت کنند و خدا و خلق خدا از آنها راضی باشند و در این خصوص کتاب رهنمای حقایق (برنامه فدائیان اسلام) راهنمائیهای لازم را با براهین کافی از سالهای پیش نموده است. والا تا وضع چنین است و کار بر این منوال، قدرت دولت و ملت پراکنده و متلاشی و متصادم با هم بوده، مملکت در سراشیب سقوط مادی و معنوی و اخلاقی می‌باشد. تهران - به یاری خدای توانا - سیدمجتبی نواب صفوی | » |

نواب پس از بازگشت از سفر خود رابرای مجلس ۱۸ از شهر قم نامزد انتخابات مجلس شورای ملی اعلام می‌کند این عمل باعث می‌شود که برخی از یارانش از او جدا شوند و با توجه به مخالفت‌های پیش آمده سرانجام از این امر منصرف می‌گردد.

## دستگیری و اعدام
فداییان اسلام در اعتراض به پیوستن ایران به پیمان بغداد، حسین علاء نخست‌وزیر وقت را در آستانه سفر به بغداد جهت شرکت در اجلاس این پیمان در روز ۲۵ آبان ۱۳۳۴ توسط مظفر ذوالقدر ترور کردند، اما وی جان سالم به در برد و ضارب دستگیر شد و به دنبال آن نواب‌صفوی و دیگر اعضای مؤثر فدائیان در اول آذر آن سال بازداشت گردیدند و در دی همان سال در دادگاهی نظامی محاکمه شدند. نواب صفوی که در دادگاه به اعدام محکوم شده بود در تاریخ ۲۶ دی ماه ۱۳۳۴ از شاه درخواست عفو کرد که مورد موافقت قرار نگرفت. سید هادی خسروشاهی این نامه را جعلی و نادرست می‌خواند.
سرانجام پس از چند جلسه، دادگاه، نواب‌صفوی به همراه مظفر ذوالقدر، خلیل طهماسبی و محمد واحدی به اعدام محکوم شد. حکم دادگاه در بامداد ۲۷ دی ۱۳۳۴ به اجرا درآمد. پیکر آنها را در مسگرآباد تهران به خاک سپردند.

## نبش قبر

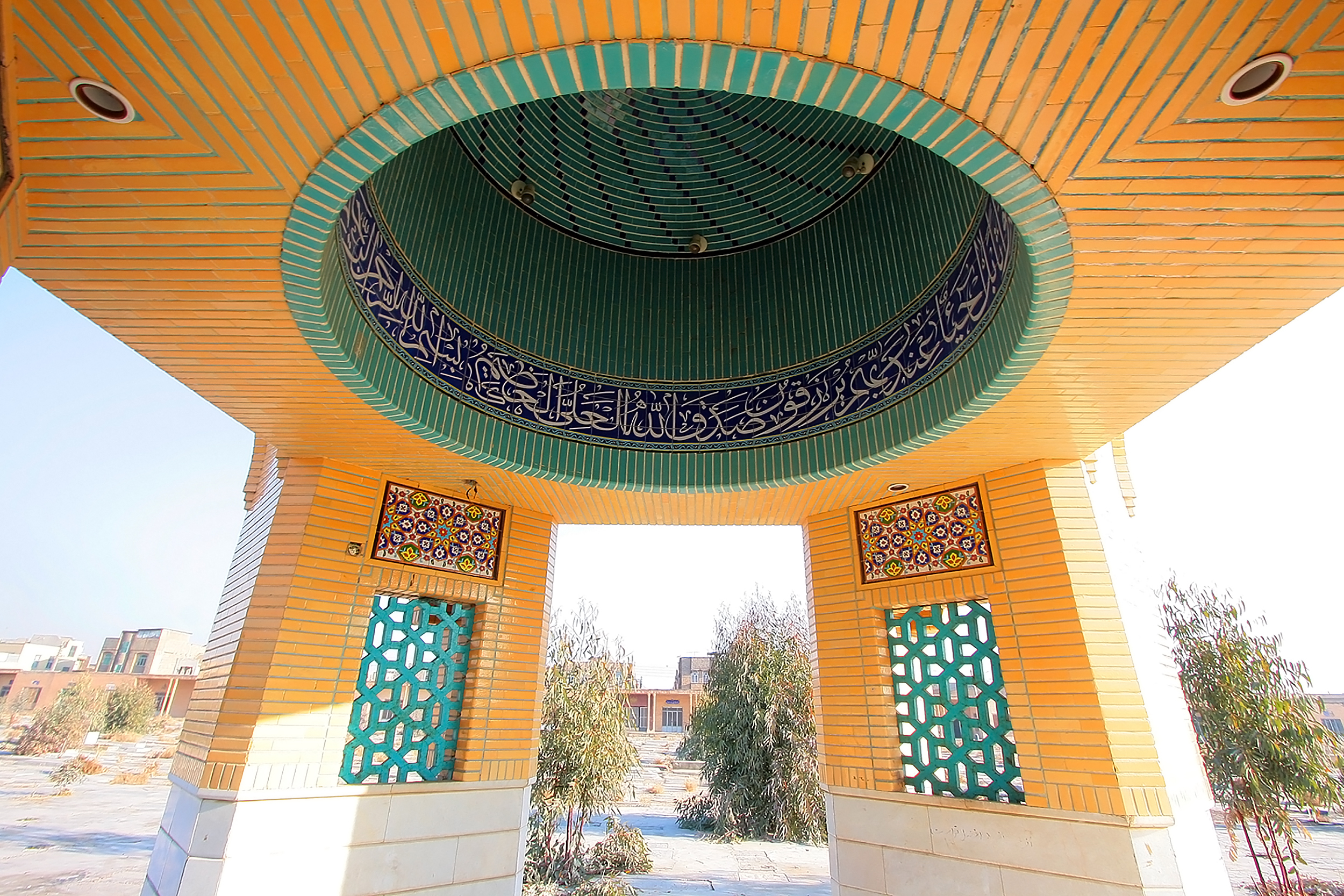
بنای یادبود مقبره نواب‌صفوی در شهر قم در قبرستان وادی السلام

گفته می‌شود چند سال بعد نواب‌صفوی نبش قبر شد و بازمانده پیکرش به قم منتقل گردید. به ادعای شجونی نبش قبر با اجازه مرعشی نجفی و با اقامه مجدد نماز میت توسط او انجام گردیده است. اما جعفر شجونی می‌گوید که آنها نخست جسد را به قم منتقل کردند و سپس مرعشی نجفی به متصدی قبرستان دستور داده که اجازه دفن جسد را بدهد.

## مخالفت نواب صفوی با آیت‌الله بروجردی
آیت‌الله بروجردی خط مشی مخالف فعالیت سیاسی روحانیت به عنوان تشکیل حکومت اسلامی داشت. در برابر این نگاه نواب قائل به تشکیل حکومت اسلامی بودهو با توجه به این تفاوت‌ها بارها در برابر  بروجردی ایستاده و در تقابل با او قرار گرفت. رفتارهای نواب به گونه ای بود که بروجردی حتی حاضر به دیدار با فداییان اسلام نشد.
مخالفت فعالیت‌های سیاسی برای روحانیت به حدی نزد  بروجردی اعتبار داشت که در این مورد چنین می‌گفت:
 «من در قضایایی که وارد نباشم و آغاز و پایان آن را ندانم و نتوانم پیش‌بینی کنم، وارد نمی‌شوم… البته روحانیت به هیچ وجه نباید با این حرکت مخالفت کند… لذا به آقای بهبهانی (سید محمد، از نزدیکان به دربار) و علمای تهران نوشتم که مخالفت نکنند».
نخستین فعالیت فدائیان اسلام در تقابل با اندیشه های بروجردی مقابله با برگزاری تشییع جنازه رضاشاهبود که از سوی آیت‌الله بروجردی به عنوان اخلال در نظم حوزه تلقی شد.
دومین اختلاف نواب با بروجردی بر سر نوع برخورد نواب و فداییان اسلام با مردم بود. از فدائیان اسلام، پیش آیت‌الله بروجردی، شکایتهای زیادی برده که که این گروه به زور از مردم پول اخذ می‌کنند و در نامه‌های تهدید آمیز می‌نویسند که «شما باید فلان مقدار پول بدهید و به قیام کمک کنید والا سر و کارت با این‌ها (منظور خنجر یا اسلحه‌ای بود که شکلش را کشیده بودند) خواهد بود.» اشخاصی که تهدید شده بودند نزد آیت‌الله بروجردی آمده و به اقدامات که تحت عنوان اسلام صورت می‌گرفت اعتراض کردند.
در دیدار نواب با بروجردی، آیت‌الله بروجردی به نواب چنین گفت: آخر دعوت به اسلام و مبارزه برای اسلام که بدین صورت نیست. با تهدید و غصب اموال مردم که نمی‌شود مبارزه کرد.» و نواب در پاسخ بیام کرد که: " «ما به قصد قرض می‌گیریم. آنچه می‌گیریم، برای تشکیل حکومت علوی است. هدف ما، مقدس و مقدم بر این‌هاست. هنگامی که حکومت علوی را تشکیل دادیم، قرض مردم را می‌پردازیم. پیغمبر (ص) هم، در هنگامی که ضعیف بود چنین می‌کرد. چنانچه در جریان ایل قریش، چنین کرد. پیامبر (ص) این عمل را جایز می‌شمرد.»
حسینعلی منتظری در مورد برخورد فداییان اسلام و نواب با بروجردی چنین می‌گوید:
روشی که این آقایان در حوزه داشتند برای بزرگان حوزه مورد پسند نبود، مثلاً به آقای بروجردی اهانت می‌کردند، به علما اهانت می‌کردند، یک جوری که عقلای قوم را عصبانی کرده بود، می‌شد با این تندی هم برخورد نکرد، مثلاً عده‌ای جمع بشوند بروند بعضی مسائل را از آقای بروجردی بخواهند؛ این‌ها مستقیماً مسائل را با طلبه‌های جوان و با مردم در میان می‌گذاشتند به گونه‌ای که حوزه را قبضه کرده بودند، بچه طلبه‌ها نوعاً چون احساساتی بودند دور این‌ها جمع بودند
سید حسین طباطبایی بروجردی در یکی از کلاس‌هایش، دربارهٔ فدائیان اسلام گفته است که: «اینان با این موقعیت و وضع مرجعیت من مخالفند. کسانی که از این گروه حمایت می‌کنند انسان در عدالت و انسانیت آن‌ها شک می‌کند.» بروجردی در سر درس، آن‌ها را «طلاب علوم دینی مردود» اعلام کرد که «به وظایف روحانی خود آشنا نیستند.» بروجردی از جمله در کلاس درس گفته بود که: «این‌ها که چنین می‌کنند، با حوزه مخالفند، با من مخالفند. می‌خواهند کاری کنند که در حوزه بسته شود تا نتوانیم به کلاس و درسمان بپردازیم.»
مرتضی مطهری: حسینعلی منتظری نقل می‌کند: آقای مطهری بود، صحبت فدائیان اسلام شد، ایشان گفتند آخر این چه برنامه‌ای است که این‌ها دارند، چهار تا بچه حوزه را به هم ریخته‌اند، به همه اهانت می‌کنند، باید شهربانی دخالت کند، کنترل کند، آخه این تندی‌ها یعنی چه!
علی دوانی در این مورد و برخورد نهایی بروجردی و طرفدارانش با نواب چنین می‌گوید:
 در آن روزها بنا بود، آیت‌الله کاشانی از سفری یا گویا سفر حج مراجعت کند. تنگ غروب بود که آمدم بیرونی یعنی منزل مرحوم واحدی، دیدم واحدی و آقاسید هاشم حسینی در اتاق نشسته‌اند. آقاسید هاشم گفت: بده آقای دوانی بخواند، ببینیم چه می‌گوید. واحدی گفت: نه، آقای دوانی ممکن است سخنی بگوید که خوشایند ما نباشد. گفتم: موضوع چیست؟ گفتند: اعلامیه‌ای نوشته‌ایم، این است بخوانید! دیدم اعلامیه مختصری است به اندازه کف دست. نوشته بودند: حضرت آیت‌الله بروجردی! گمان نمی‌کنیم غیرت دینی شما از آیت‌الله قمی کمتر باشد. ایشان وقتی دیدند، رضاخان پهلوی می‌خواهد اتحادشکل کند، اعتراض کردند تا تبعید شدند. دنبال مطلب را به یادم ندارم. خلاصه بسیار زننده و تقریباً برای آیت‌الله بروجردی توهین‌آمیز بود. از خواندن آن به وحشت افتادم. گفتند: ها؟ گفتم: می‌خواهید این را پخش کنید؟! گفتند: آری. گفتم: شما را به خدا نکنید. مگر نمی‌دانید آیت‌الله بروجردی چه گفته‌اند؟ می‌ترسم بریزند شما را مضروب کنند. گفتند: چه کسانی؟! گفتم: خیلی‌ها، این روزها گفته‌اند شما وابسته به خارج هستید و در پشت این حرکات، نقشه‌ای دارید. پخش نکنید. گفتند: خیلی خوب. با بی‌اعتنایی برخاستند و گفتند: زودتر برویم، دیر شده. گفتم: کجا؟ گفتند: فیضیه، در بین دو نماز آن را پخش می‌کنیم. بالاخره تکلیف ما با آقای بروجردی و اطرافیان ایشان باید معلوم شود! این را گفتند و از خانه بیرون رفتند.»(۲۰) پس از پخش این اطلاعیه میان دو نماز آیت‌الله خوانساری در مدرسه فیضیه بود که نزاع فیزیکی میان اعضای فدائیان اسلام و طلاب حامی آیت‌الله بروجردی رخ داد. آقای سیدعباس خاتم یزدی در این باره گفته است: «در نهایت بعضی از طلبه‌های خرم‌آباد مثل شیخ علی لر و شیخ ماشاءالله با چوب و چماق به جان اعضای این گروه افتادند و آنها را از قم بیرون کردند. حامیان فدائیان هم مثل مرحوم آقای خوانساری و حضرت امام (ره) وقتی دیدند که خود آقای بروجردی با فدائیان مخالف است، از مرحوم نواب و سران فدائیان اسلام خواستند که به قم رفت و آمد نکنند.
گفته می‌شود که در زمان اعدام نواب و واحدی روح‌الله خمینی پیش بروجردی، که او در تبدیل حکم اعدام به زندان  دخالت کند، ولی  بروجردی گفتند که من در کار آن‌ها دخالت نمی‌کنم.
نواب صفوی در نشریه ارگان فدایی اسلام در مورد بروجردی چنین می‌نویسد:
«تو ای عالم اسلامی، تو ای بی‌وفا، علوم آل‌محمد و معارف الهی تحصیل نمودی، آنگاه که افکارت بدین معارف نورانی پرورش یافت و در گلستان نورانی حق پر و بال یافتی، روش و لباست را تغییر دادی و در صف بدعت‌گزاران و ظالمین قرار گرفته، بی‌رحمانه با جعل قوانین خلاف اسلام و اجرای نقشه‌های دشمنان اسلام، همه روزه بر پیکر اسلام ضربات شدیدی نواختی، تو ای بی‌وفا بشر، ای‌کاش وفاداری را از سگ آموخته بودی؛ تو برای مرجعیت و ریاست خود آنقدر که کوشیدی، به خدا برای حفظ اساس اسلام یک هزارم آن در تمام مدت عمرت کوشش نکردی. به خدا آن گاهی که احساس کوچک‌ترین خطری برای عنوان و مقام دنیای خود کنی، مهیای هر اقدامی و تکفیری و تفسیقی می‌باشی و گرچه به بنیاد مقدس اسلام لطماتی وارد آید، اما اگر در پیش چشمت محصول مصائب انبیا و محمد و آل محمد و محصول خون مقدس حضرت سیدالشهداء حسین‌بن فاطمه (ع) جگرگوشه پیغمبر را آتش زنند، تا جایی که برای شخصیت خود احساس خطر نکنی، باکت نیست و به روی خود نمی‌آوری… تو ای بی‌وفا، اگر در محراب و بر مسند پیغمبر و مرجعیت اسلام هم قرار گرفتی، با دشمنان دنیاپرست اسلام بیشتر تماس می‌گرفتی و مهربان‌تر بودی و با دلسوختگان و فداکاران اسلام و علمای فداکار و دلسوخته و رنج‌کشیده اسلام و اولیاء خدا درشتی و مخالفت نمودی؛ به حدی که برای جنگیدن با آنها و پشتیبانی کردن از دشمنان اسلام به‌خاطر حفظ منافع دنیای خود از عناوین روحانیت و اسلام هم بر علیه آن دلسوختگان اسلام و دین خدا استفاده نمودی. آخ، آخ ای بشر بی‌وفا! به خدا، سگ باوفا، از تو بی‌وفا شریف‌تر است».

## دیدگاه‌ها دربارهٔ او

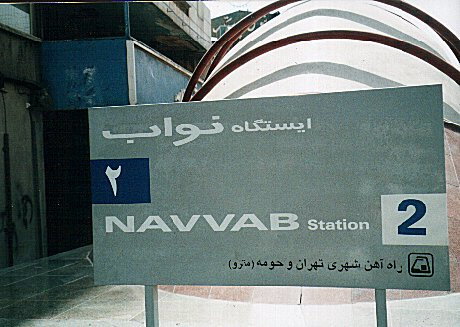
ایستگاه نواب در متروی تهران

سید روح‌الله خمینی اقدامات مسلحانه هیئت‌های مؤتلفه که نواب‌صفوی عضو آن بود را صراحتاً نهی کرده بود. حبیب‌الله عسگراولادی در این باره می‌گوید: «یکی از دلایلی که موجب شده بود تا دیرتر به اقدام خود دست بزنند، نهی روح‌الله خمینی در مورد کارشان بود. آن‌ها برای برداشتن این نهی تلاش‌های زیادی کردند و چندین بار خدمت روح‌الله خمینی رفتند، اما همچنان نهی بر این کار داشتند؛ بنابراین، این افراد از بنده که نماینده روح‌الله خمینی در وجوهات بودم و با دیگر علما نیز ارتباط داشتم، دوباره خواستند تا این نهی را بردارند؛ اما روح‌الله خمینی در پاسخ به من گفتند که در کارهای تند شرکت نکن.»
علی خامنه‌ای رهبر ایران در دست‌نوشته‌ای بر روی عکس نواب‌صفوی در وصف او نوشت «سلام بر آن پیشاهنگ جهاد و شهادت در زمان ما». وی همچنین در مورد نواب‌صفوی می‌گوید :نخستین جرقه‌های انگیزش انقلابی به وسیله نواب در من به وجود آمد. همچنین وی را نویسنده کتابی به نام راهنمای حقایق به عنوان نخستین کسی یاد می‌کند که در قالب این کتاب قانون‌اساسی حکومت اسلامی را نوشت.
جعفر شجونی از اعضای جامعهٔ روحانیت مبارز وجود افرادی مانند نواب‌صفوی را لازمهٔ دفاع از انقلاب اسلامی ایران می‌داند و می‌گوید: «ما برای دفاع از انقلاب اسلامی کسانی را احتیاج داریم که شجاعت شهید نواب‌صفوی را برای دفاع از اعتقادات ملت ایران داشته باشند.»
به ادعای محمدمهدی عبدخدایی، حسن‌علی منصور توسط جمعیت مؤتلفه اسلامی که یاران نواب‌صفوی بودند و راه او را ادامه می‌دادند کشته شد. همچنین عبدخدایی مدعی‌ست که مهدی عراقی اعلام کرده بود منصور با اسلحه نواب کشته شده است.

## در فرهنگ عامه
در بخشی از مجموعهٔ معمای شاه (۱۳۹۴–۱۳۹۵) به زندگی نواب‌صفوی پرداخته است. حسام نواب صفوی نقش او را در آن به تصویر کشید. در رمان من او اثر رضا امیرخانی، نواب‌صفوی یکی از هم‌کلاسان شخصیت اول داستان است. مستندی به‌نام نواب دربارهٔ زندگی او نیز در تلویزیون ایران پخش شد.

## خانواده
دختر وی فاطمه سادات نواب‌صفوی است و در هنگام اعدام پدر ۵ ساله بود. در دوران پهلوی و اندکی بعد از ازدواج همراه همسرش برای مدتی به روستای بافتان در اطراف زاهدان به‌عنوان سرباز معلم اعزام شد و به دلیل ممانعت ساواک از تحصیل دانشگاهی در ایران، تحصیلات دانشگاهی را در خارج و در رشته مهندسی کامپیوتر پی گرفت. وی و همسرش سید ابوالحسن فاضل رضوی در سال ۵۷ برای مبارزات چریکی به مصطفی چمران در لبنان پیوستند و با آغاز جنگ به ایران بازگشتند. همسر او در کردستان کشته شد و فاطمه سادات نواب‌صفوی به‌عنوان یکی از زنان نظامی ایران در عملیات آزادی خرمشهر (عملیات بیت‌المقدس) شرکت کرد.